# Conflito fronteiriço entre a Albânia e a Iugoslávia (1948-1954)
O conflito fronteiriço entre a Albânia e a Iugoslávia, foi um período de confrontos armados entre as forças armadas da República Popular Socialista da Albânia e da República Socialista Federativa da Iugoslávia entre os anos de 1948 e 1954. Este período de tensões acrescidas entre a Albânia e a Iugoslávia resultou de disputas territoriais e divisões ideológicas entre o líder iugoslavo Josip Broz Tito e o líder albanês Enver Hoxha. Durante o período da Guerra Fria, a fronteira entre a Albânia e a Iugoslávia tornou-se uma das mais controversas do Bloco Oriental.
O conflito também abrangeu questões controversas, incluindo o estatuto do Kosovo, com a sua significativa população albanesa. O regime de Hoxha considerava o Kosovo como parte do seu território histórico e étnico, alimentando ainda mais as tensões entre as duas nações.
A Sigurimi, a polícia secreta da Albânia, desempenhou um papel significativo no fomento do separatismo no Kosovo e na defesa da ideia de uma "Grande Albânia". Os Sigurimi apoiaram ativamente os primeiros planeadores no exílio, trabalhando para cultivar o apoio a um Kosovo independente entre os albaneses na Iugoslávia. Foi relatado que Hoxha trouxe separatistas albaneses para a Iugoslávia para promover o seu objetivo de apoiar o separatismo no Kosovo e implementar o projeto da Grande Albânia, conforme afirmado pelos autores e pelo governo iugoslavo.

## Antecedentes

### Relações albanesa-iugoslava

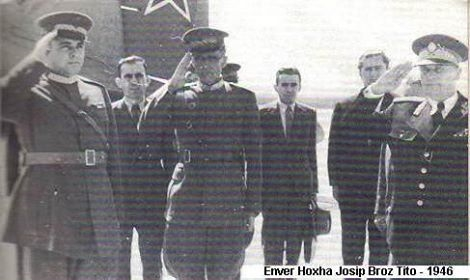
Em 1946, um desfile em Tirana apresentou Enver Hoxha (à esquerda), o Primeiro Secretário do Partido do Trabalho Albanês, ao lado do Presidente Iugoslavo Josip Broz Tito (à direita).

Após a  Segunda Guerra Mundial, a Iugoslávia e a Albânia desenvolveram relações estreitas, particularmente devido à sua ideologia comunista partilhada e à luta contra a ocupação fascista. Josip Broz Tito, o líder iugoslavo, apoiou Enver Hoxha e o Partido Comunista da Albânia na resistência à ocupação italiana e alemã. Contudo, as tensões entre os dois países começaram a surgir logo após o fim da Segunda Guerra Mundial. Diferentes visões do comunismo e das reivindicações territoriais foram pontos centrais de discórdia. Tito seguiu uma política de “titoísmo”, distanciando-se da liderança soviética sob Stalin, enquanto Hoxha seguiu uma linha mais stalinista. Estas diferenças ideológicas levaram a uma ruptura entre os dois líderes comunistas.
Além disso, existiram disputas territoriais entre a Iugoslávia e a Albânia, particularmente no que diz respeito ao controlo das zonas fronteiriças e ao acesso ao mar. A Albânia estava preocupada com o domínio iugoslavo na região e procurou manter a sua independência e soberania. Isto levou a conflitos e provocações ao longo da fronteira comum entre os dois países.

### Relações durante a Guerra Fria

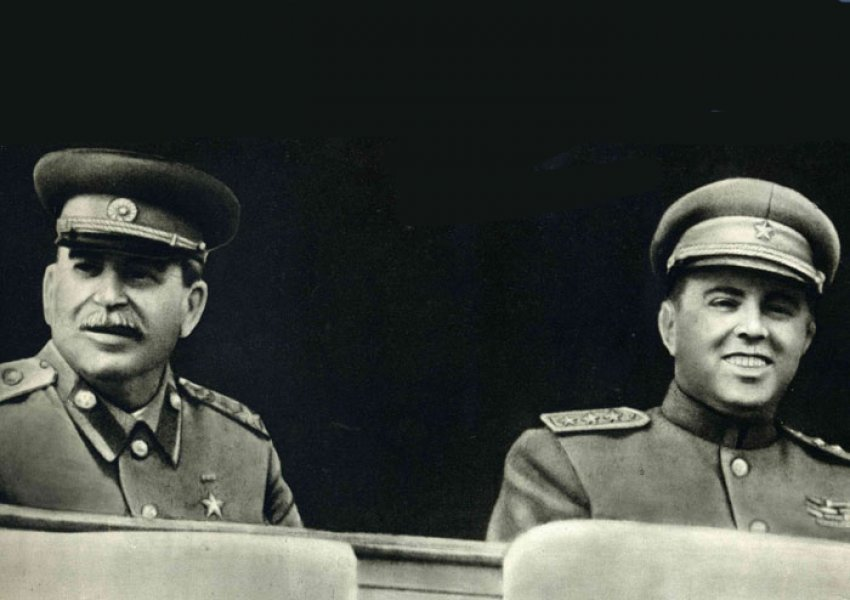
Em 1946, Enver Hoxha, o Primeiro Secretário do Partido do Trabalho da Albânia, participou na Parada da Vitória de Moscou ao lado do líder soviético Josef Stalin.

Após a cisão entre Stalin e Tito em 1948, a Albânia, sob a liderança de Enver Hoxha, inicialmente voltou-se para a União Soviética. A Albânia esperava o apoio de Stalin  para combater a influência iugoslava. A Albânia juntou-se à frente anti-Titoísta e apoiou as posições soviéticas contra a Iugoslávia. No entanto, esta aliança com Stalin provocou uma dependência da União Soviética e resultou numa forte presença soviética na Albânia. Apesar do alinhamento inicial com a União Soviética, a Albânia prosseguiu mais tarde uma política externa independente, distanciando-se tanto da influência soviética como da iugoslava. Isto levou a que a Albânia expulsasse todos os cidadãos e militares iugoslavos que permaneceram no país em 1948.

### Fechamento das fronteiras com a Iugoslávia
Em 1948, as relações diplomáticas entre a Albânia e a Iugoslávia foram rompidas após a ruptura de Tito com Stalin. Esta ruptura levou ao encerramento da fronteira da Albânia com a Iugoslávia durante mais de quarenta anos. A Albânia tornou-se o país mais isolado da Europa. Após o selamento da fronteira com a Iugoslávia, de 1948 a 1953, ocorreram 7.877 "incidentes" fronteiriços, dos quais 142 foram confrontos substantivos, que levaram a um conflito armado na fronteira.

### Questão do Kosovo
Uma questão central do conflito foi o estatuto da região do Kosovo. Com uma população albanesa significativa, o Kosovo teve grande significado histórico e étnico-cultural para a Albânia. A Albânia via o Kosovo como parte integrante do seu território e apoiava as aspirações de independência da população albanesa na região. Em contraste, a Jugoslávia reivindicou o controlo do Kosovo e prosseguiu uma política de integração no Estado iugoslavo.

## Curso do conflito fronteiriço

### Início dos confrontos
Em 19 de fevereiro de 1949, a Albânia acusou a Iugoslávia de se envolver no que descreveu como “provocações fronteiriças”. Dois dias depois, a Iugoslávia respondeu com alegações próprias, alegando que a Albânia havia disparado tiros através da fronteira 16 vezes, detido cidadãos iugoslavos na fronteira em 10 ocasiões, conduzido numerosos voos sobre o território iugoslavo, permitido que patrulhas albanesas cruzassem a fronteira, e até permitiu que um navio da marinha albanesa entrasse em águas iugoslavas, tudo desde julho de 1948. Foi também relatado que um total de 649 incidentes fronteiriços ocorreram durante o conflito fronteiriço, resultando em 12 mortes. O regime de Hoxha foi acusado de instigar estes incidentes desde 1948. Além disso, as autoridades iugoslavas alegaram que o Ministro do Interior albanês, Mehmet Shehu, era pessoalmente responsável pelos incidentes na fronteira.

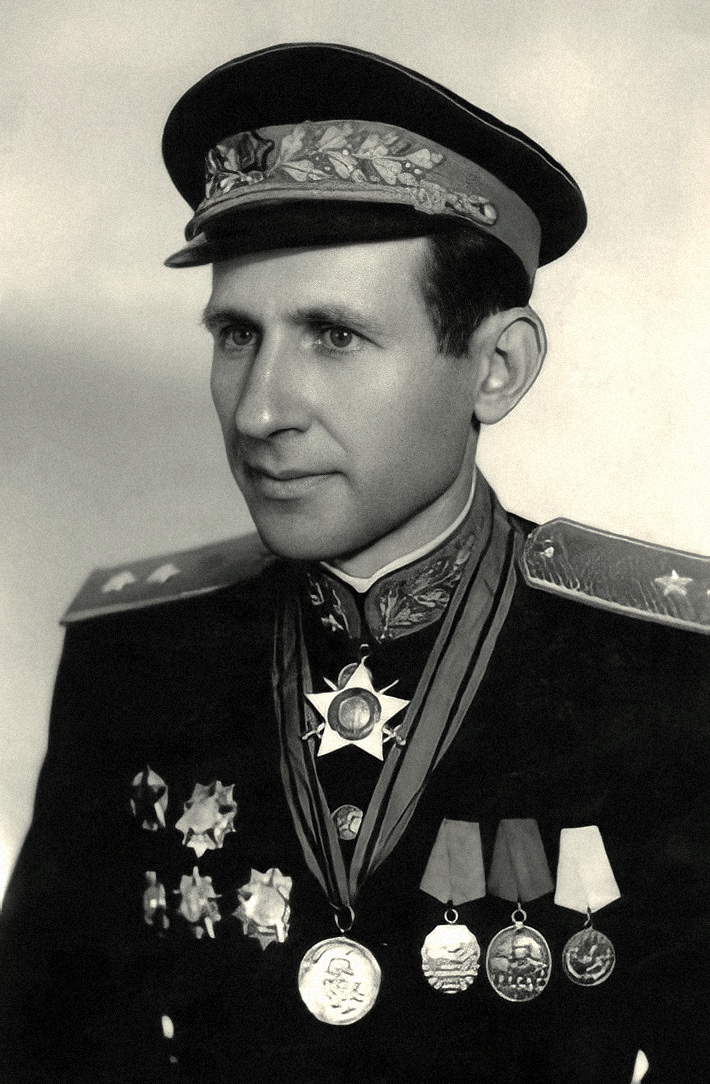
Mehmet Shehu, o Chefe do Estado-Maior General do Exército Popular Albanês, 1946.

"A pior fronteira é a albanesa". Autoridades iugoslavas dizem que o Ministro do Interior albanês, Mehmet Shehu, foi pessoalmente responsável pelos incidentes na fronteira.
Um documento confidencial da CIA afirma que Mehmet Shehu ordenou pessoalmente a formação e treino das unidades do Comando da Guarda Fronteiriça. Essas unidades foram especificamente encarregadas de atacar postos iugoslavos e instruídas a atirar em militares ou civis iugoslavos à vista. Observa-se que muito poucos comandos foram capturados vivos pelos iugoslavos e não houve casos de deserção. As operações bem-sucedidas são recompensadas com condecorações, rações extras e prêmios em dinheiro de até 1.000 lek.
Os confrontos armados entre a Iugoslávia e a Albânia começaram já em Junho de 1948, com os primeiros incidentes documentados na fronteira. Em 25 de junho de 1948, o soldado Tanasije Krstic foi ferido em um incidente perto da aldeia de Trebište  e em 20 de outubro de 1948, outro incidente ocorreu quando o soldado Ivan Balesh foi ferido perto de Debar. Esteve envolvido num confronto com um grupo armado não identificado que tentava atravessar da Albânia para a Iugoslávia.  O regime de Hoxha respondeu à escalada das tensões concentrando forças militares mais fortes ao longo da fronteira com a Jugoslávia. Em Agosto de 1948, a Albânia tinha empreendido uma mobilização limitada, aumentando a sua capacidade militar para cerca de 40.000 militares.  Em resposta à Resolução Informbiro, a Albânia reforçou prontamente o seu destacamento de guardas de fronteira ao longo da fronteira jugoslava. Este reforço foi particularmente evidente em julho e agosto de 1949, durante um período de reorganização. Durante este período, quatro dos oito batalhões fronteiriços albaneses, compreendendo aproximadamente 2.500 pessoas, estavam estacionados ao longo da fronteira albanesa, resultando numa densidade de cinco guardas por quilómetro. Além disso, cerca de 800 membros da brigada Sigurimi (segurança interna) foram destacados para proteger a linha de fronteira.
Nos meses seguintes, a violência aumentou, com tiroteios, travessias ilegais de fronteiras e actos de sabotagem a tornarem-se comuns. Os conflitos entre as tropas fronteiriças de ambos os países intensificaram-se, assinalando o início de uma fase de confronto intensificado entre a Jugoslávia e a Albânia. Em 11 de outubro de 1949, o guarda de fronteira iugoslavo Mitar Vojnović foi morto por alguns soldados albaneses perto da fronteira. O governo albanês foi então solicitado a pagar uma indemnização no valor de 500.000 dinares.

### Conflito armado de alto nível

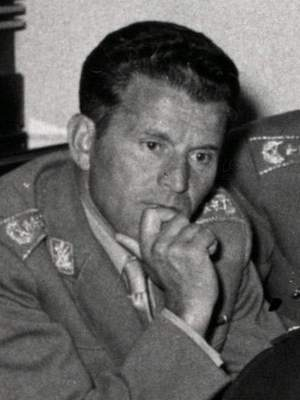
O Chefe do Estado-Maior General do Exército Popular Iugoslavo, Peko Dapčević, em 1953.

Em 1951, as provocações armadas na fronteira entre a Iugoslávia e a Albânia atingiram o seu auge. No início daquele ano, o general Peko Dapčević informou a Josip Broz Tito que tinha recebido relatos de que aproximadamente cem caças e bombardeiros soviéticos tinham voado da Bulgária para a Albânia naquela manhã. Tito reagiu prontamente, convocando uma reunião com Aleksandar Ranković, Edvard Kardelj, Milovan Đilas, Ivan Gošnjak, Koča Popović, e Boris Kidrič. Inicialmente, parecia que um ataque iminente dos soviéticos e dos seus satélites à Jugoslávia estava iminente. No entanto, Tito permaneceu reservado, acreditando que não era um sinal de um ataque soviético iminente, mas sim suspeitou que os soviéticos estavam a tentar transformar o território albanês numa posição estratégica. O conflito agravou-se ainda mais à medida que ambos os países reforçaram a sua presença militar ao longo da fronteira, resultando numa situação volátil caracterizada por violência esporádica e tensões diplomáticas. Em maio de 1951, as tropas iugoslavas estavam estacionadas ao longo da fronteira com a Albânia. Duas divisões do exército jugoslavo tinham sido recentemente transferidas para a zona fronteiriça com a Albânia, uma estacionada perto de Titogrado (actual Podgoritza), uma divisão motorizada posicionada em Skopje, e outra entre Debar e Ocrida. As autoridades albanesas teriam ficado alarmadas, resultando na prisão de mais de 150 indivíduos considerados perigosos ou suspeitos em zonas fronteiriças com a Iugoslávia.

### Primeiros ataques
Uma série de incidentes graves ocorreu na fronteira. Em 23 de maio, tiros foram disparados de alguns soldados albaneses contra uma patrulha de fronteira iugoslava perto de Dragaš, resultando na morte do guarda de fronteira iugoslavo Hezy Zdrala.  Outro incidente ocorreu em 7 de agosto na região de Trnki Gora, onde Vladislav Marinkovic foi morto pelos guardas de fronteira albaneses.  Dois incidentes fatais ocorreram em outubro de 1950: Meho Kamari foi ferido em 5 de outubro enquanto tentava impedir que indivíduos cruzassem ilegalmente o território albanês para a Iugoslávia, e Milorad Burić foi ferido em 12 de outubro durante uma emboscada armada por insurgentes albaneses perto da linha de fronteira. Além disso, Sylvester Vukanović foi ferido em 18 de novembro durante confrontos com guardas de fronteira albaneses que montaram emboscadas para patrulhas iugoslavas. 
Estes incidentes levaram a respostas diplomáticas entre a Albânia e a Iugoslávia. Ao longo do ano, as autoridades fronteiriças jugoslavas impediram 22 tentativas de travessia ilegal do território jugoslavo para o território albanês, envolvendo principalmente indivíduos associados à Resolução Informbiro ou travessias por motivos familiares.  Em 30 de janeiro, o jovem sargento Simo Čolić foi ferido perto de Drijenak enquanto tentava responder ao fogo do lado albanês. Em 16 de maio, um grupo de soldados albaneses infiltrou-se profundamente no território iugoslavo perto de Blato, armou uma emboscada e atacou uma patrulha da fronteira iugoslava. Na breve luta, o soldado Stojan Mitrović ficou levemente ferido. Em 18 de julho, ocorreu um confronto perto da aldeia de Vusanje entre guardas de fronteira iugoslavos e um grupo diversionista albanês infiltrado. Nesta batalha, o policial de fronteira Milan Nikolić foi morto. O incidente mais grave ocorreu em 2 de setembro de 1951, perto da aldeia de Zhur, quando uma patrulha iugoslava de dois membros notou um grupo de nove albaneses em trajes civis e militares. A patrulha sinalizou para que parassem, mas o grupo começou a recuar em direção à fronteira, provocando tiros. Três deles foram mortos e um albanês ficou ferido.
Um grupo de cerca de 40 soldados albaneses abriu fogo contra a patrulha iugoslava, permitindo que os membros restantes recuassem para o território albanês. O soldado Miodrag Stojanović morreu na mesma noite devido aos ferimentos recebidos, enquanto o soldado Miodrag Đuričić foi ferido. Na noite de 22 para 23 de agosto, perto da aldeia de Vlashnjë, perto de Prizren, a aproximadamente dez quilômetros de profundidade no território iugoslavo, o soldado Petar Rakić foi morto num confronto com guerrilheiros albaneses.
Em 1952, o número de incidentes fronteiriços diminuiu gradualmente tanto em frequência como em gravidade. Na região da aldeia Sukobina, em 2 de julho, uma patrulha iugoslava caiu em uma emboscada em território iugoslavo armada por separatistas albaneses.  Após uma breve troca de tiros, os separatistas albaneses retiraram-se para o seu próprio território sob a cobertura de tiros de metralhadora. Um protesto oficial foi apresentado pelo governo albanês, mas nem este nem muitos protestos anteriores produziram resultados. Durante este incidente, o guarda de fronteira Slobodan Radosavljević ficou levemente ferido. 
Em 24 de julho, alguns guardas de fronteira albaneses dispararam tiros diretamente contra a patrulha iugoslava estacionada na linha de fronteira a nordeste de Andrijevica.  O guarda de fronteira Franz Skrad ficou gravemente ferido no tiroteio.  Nas proximidades da aldeia de Žirovnica, no dia 20 de Agosto, ocorreu um grave confronto entre uma patrulha da polícia fronteiriça iugolava e um grupo de sabotagem albanês detectado.  Três milicianos ficaram feridos nesta luta: Karanfilovski, Ristovski e Androvski. Durante a perseguição do mesmo grupo em território iugoslavo, em 22 de agosto, perto da aldeia de Rubnice, o miliciano Milivoje Krati ficou ferido. 
Na sequência deste incidente, o Ministério dos Negócios Estrangeiros Iugoslavo apresentou um protesto junto do governo albanês exigindo indemnizações para as famílias dos falecidos e do miliciano ferido, mas o governo albanês fez ouvidos moucos a esta exigência.  Em 1952, foram registradas 13 tentativas ou tentativas de grupos de sabotagem do território albanês para o território iugoslavo. Presumiu-se que o número de grupos detectados não cobria todas as intrusões. Em nove casos, os grupos de sabotagem não sofreram perdas em confrontos com os guardas de fronteira iugoslavos, enquanto em dois casos, um sabotador foi morto. 
Nas proximidades de Vrbnica, em 2 de agosto, uma patrulha de fronteira caiu numa emboscada armada por soldados albaneses em território iugoslavo. O comandante da patrulha, com 15 guardas de fronteira, chegou rapidamente para ajudar. Durante o confronto que se seguiu, a comandante iugoslava Mileta Gavrović foi mortalmente ferida.  Nas proximidades de Vrbnica, em 2 de agosto, uma patrulha de fronteira caiu numa emboscada armada pelos separatistas albaneses Dragi Pajuh e Milan Milosavljević. Dois grandes incidentes que resultaram em mortes ocorreram naquele ano. Nas montanhas Decani, a cerca de dois quilómetros do território jugoslavo, no dia 24 de Julho, o cabo Boško Žilović foi morto num confronto com um grupo de sabotagem albanês detectado. Posteriormente, os sabotadores, vestidos com uniformes albaneses, retiraram-se para o território albanês. Durante a renovação dos marcos fronteiriços em 30 de julho, o cabo Momčilo Malčić foi morto a 25 quilómetros de Prizren. Em abril do mesmo ano, um grupo de sabotagem tentou, sem sucesso, cruzar o território iugoslavo perto de Ohrid, com seis grupos tentando se infiltrar na Iugoslávia (três perto de Debar, dois perto de Shkodër e um perto de Peja). Em julho, foram observadas quatro tentativas (duas perto de Prizren e uma perto de Peja e Debar), e em agosto, mais quatro tentativas (duas perto de Prizren e uma perto de Peja e Debar). Em setembro, houve duas tentativas perto de Prizren e uma perto de Peja e Debar, enquanto em outubro foram observadas duas tentativas fracassadas (uma perto de Kolašin e outra perto de Prizren). 
Em 1953, ocorreram 11 casos de contrabando de material de propaganda, com três casos em Cizmovo em Fevereiro, dois em Cizmovo e dois nas proximidades de Prizren em Abril, e um em Maio e um em Outubro nas proximidades de Prizren. Além disso, registaram-se 18 incidentes de violação das águas territoriais, 21 casos de disparos contra guardas de fronteira, sendo 18 em território jugoslavo, quatro casos de ataques com foguetes, 19 grupos de sabotagem detectados, três ocorrências de iluminação de território e duas ocorrências de reconhecimento.
Em 1953, embora o número de incidentes tenha diminuído, a sua gravidade permaneceu palpável. Em 29 de julho, perto de Junik, uma patrulha iugoslava caiu numa emboscada armada por soldados albaneses em território iugoslavo. Logo depois, o comandante da guarda correu com 15 soldados para auxiliar a patrulha. Numa batalha feroz, o soldado Mileta Gavrović ficou gravemente ferido. Em 2 de agosto, perto de Vrbnica, uma patrulha da fronteira iugoslava preparou uma armadilha para um grupo de sabotagem albanês. Durante esta escaramuça, os soldados iugoslavos Dragić Rajić e Milan Milosavljević sofreram ferimentos leves. Além disso, dois grandes incidentes que resultaram em mortes ocorreram durante o ano. Em 24 de junho, nas montanhas perto de Dečani, a aproximadamente dois quilômetros de profundidade no território iugoslavo, o sargento Boško Žilović foi morto num confronto com um grupo de sabotagem albanês infiltrado. Os infiltrados, treinados em uniformes albaneses, retiraram-se posteriormente para o território albanês. Em 30 de julho, durante a renovação das marcações fronteiriças, a 25 quilómetros de Priština, o sargento Momčilo Malčić foi morto. No mesmo ano, em abril, foi feita uma tentativa frustrada de um grupo de sabotagem de entrar no território iugoslavo perto de Ohrid. Em junho, seis grupos tentaram incursões na Iugoslávia (três perto de Debar, dois perto de Shkodra e um perto de Peja).
Em julho, foram feitas quatro tentativas (duas perto de Junik, e uma perto de Debar e uma perto de Peja). Em agosto, ocorreram mais quatro tentativas (duas perto de Prizren, e uma perto de Peja e Debar), seguidas por mais duas em setembro (uma perto de Prizren e uma perto de Peja). Em outubro, foram feitas duas tentativas sem sucesso (uma perto de Kolašin, e outra perto de Prizren). Em 1953, foram registados 11 casos de contrabando de material de propaganda da Albânia para o território jugoslavo (cinco casos através do rio Cijevna em Fevereiro, dois através de Cijevna e dois perto de Prizren em Abril, e um em Maio e Outubro perto de Prizren). Durante o mesmo ano, o território jugoslavo foi danificado por fontes albanesas em 10 ocasiões, o espaço aéreo foi violado 18 vezes, os guardas de fronteira dispararam contra 21 vezes, o território foi alvo de ataques em 18 casos, os foguetes foram disparados quatro vezes, 19 grupos de sabotagem infiltraram-se, a área foi iluminada três vezes. vezes, e os guardas de fronteira provocaram duas vezes. 
Durante os conflitos fronteiriços da Iugoslávia com outros estados vizinhos aliados soviéticos, a Albânia causou as provocações e confrontos armados mais significativos, apesar de relatar menos incidentes fronteiriços em geral. Mais de metade dos guardas de fronteira jugoslavos mortos ou feridos durante estes conflitos foram vítimas de provocações albanesas, com 11 mortos e 18 feridos. No total, registaram-se 4.750 incidentes na fronteira húngara, 1.761 na fronteira romena, 1.176 na fronteira búlgara e 574 na fronteira albanesa.

## Consequências

### Vítimas
Durante o conflito, ambos os lados sofreram perdas. O autor sérvio Aleksandar Zivotić relatou que um total de 7 soldados albaneses foram mortos e 16 deles foram presos, incluindo 3 oficiais do serviço de inteligência albanês.
O número de vítimas e feridos do lado iugoslavo varia durante o conflito fronteiriço. Segundo diferentes autores, como Marko Miletić e Aleksandar Zivotić, os números relatados de soldados iugoslavos mortos variam de 11 a 12. Ivan Laković, por outro lado, afirma que 18 soldados fronteiriços iugoslavos perderam a vida. Além disso, Judith Bell, uma autora ocidental, menciona 12 vítimas. Em termos de feridos, Marko Miletič relata 18 feridos, enquanto Aleksandar Zivotić afirma que houve 19. Ivan Laković, no entanto, afirma que 38 soldados iugoslavos ficaram feridos.

### Negociações de paz e acordo
Em 9 de dezembro de 1953, após novas discussões, duas delegações concordaram em assinar acordos separados relativos a questões fronteiriças. Isto incluiu a formação de uma comissão conjunta para examinar e regular a linha de fronteira. A comissão, composta por representantes dos dois países, dividiu a fronteira em três setores e concordou em regulá-la com base num protocolo de 1926. O acordo, assinado em Pogradec, conduziu à implementação imediata de medidas de marcação da linha fronteiriça, concluídas em dezembro de 1954. Esta resolução resolveu eficazmente o conflito, abordando disputas territoriais e estabelecendo um quadro para a cooperação futura. Além disso, levou à retirada da divisão jugoslava da fronteira com a Albânia. 